# František Bašík
František Xaver Bašík (13. června 1878 Praha II. – 10. února 1963 Liberec) byl obchodní zástupce a úředník, autor rozsáhlých memoárů.

## Život
Narodil se 13. června 1878 v Praze v domě č. p. 1444-II v Lípové ulici jako nejmladší ze tří dětí Antonína Bašíka (1832–1897) a Kateřiny Ortmannové (1840–1934). Otec se narodil v obci Hlohovice, kde jsou jeho předci (původně s příjmením Poplužník) doloženi poprvé k roku 1603.
Po absolvování Obecné sedmitřídní školy u Sv. Štěpána a Měšťanské školy u Nejsvětější Trojice se vyučil v obchodu textilním zbožím Hermann Kafka v Praze (1892–1895), v letech 1895–1908 byl účetním a obchodním cestujícím továrny na výrobu vosku v Mladé Boleslavi (majiteli byli postupně: Fr. Sezemský, konkurzní podstata, Živnobanka a Monopol), z toho byl v letech 1905–1908 vedoucím plzeňské pobočky. 25. září 1905 se oženil s Annou Jindřiškou Špinarovou (1881–1961), měli spolu pět dětí – dcera Jiřina Bašíková-Havlíková (1922–2006), byla v letech 1969–1979 ředitelkou Gymnázia F. X. Šaldy v Liberci.
V letech 1908–1909 samostatně podnikají v Plzni. V následujícím období pracoval jako obchodní cestující a účetní továren J. Eliáš (Praha), J. B. Česák (Předměřice n. L.), O. Schönbach (Praha), Brüder Drechsler (Plzeň), Monopol (Mladá Boleslav) ad., 1915–1926 byl účetním ve firmě Laurin & Klement v Mladé Boleslavi. V letech 1926–1945 žil bez stálého zaměstnání v Mladé Boleslavi, živil se jako „stálý soudní znalec v oboru filatelie“, prodejce psacích strojů Underwood atd., 1945–1950 byl národním správcem turistické chaty Menší Ještěd (Jäckelbaude, resp. Malý Ještěd) v Křižanech.
Od roku 1950 žil v Liberci jako důchodce a 10. února 1963 v liberecké nemocnici zemřel na rakovinu žlučníku.

## Dílo

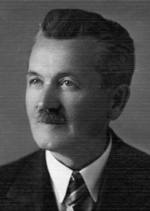
František X. Bašík, srpen 1942

V letech 1940–1943 sepsal obsáhlou autobiografii, kterou nazval „Padesát let“, v ní podrobně vzpomíná na prostředí, v němž se pohyboval mezi patnáctým a pětašedesátým rokem života. Pro širokou veřejnost je text zajímavý především unikátním popisem prostředí obchodu Hermanna Kafky v době, kdy zde vyrůstal malý Franz Kafka. Pro místní historii Prahy, Mladé Boleslavi, Plzně a dalších míst, kde se Bašík pohyboval, je text memoárů bohatou studnicí jinde často nezachycených informací. Pozornosti se těší také obsáhlé pasáže věnované sexuálnímu dospívání.
Dosud byly zveřejněny pouze dva z devíti (včetně dodatků deseti) dílů – „Vyučil jsem se u Kafků: Praha a Mladá Boleslav na konci 19. století očima dospívajícího muže“. Prostor, 2003. Digest prvního dílu Bašíkových pamětí byl publikován v němčině – „Franz Kafka: Brief an den Vater“ (Mit einem unbekannten Bericht über Kafkas Vater als Lehrherr und anderen Materialien). Klaus Wagenbach, 2004, rozsáhlejší úryvky v italštině – „Franz Kafka: Lettera al padre“. Einaudi, 2011.
Poprvé byly úryvky publikovány časopisecky v samizdatových novinách Maštal (1994, č. 2, 1995, č. 3 a 4), později v měsíčníku HOST (2001). V němčině v NZZ (2002).